# Nitrendipine
Nitrendipine là một thuốc chẹn kênh calci dihydropyridine. Nó được sử dụng trong điều trị tăng huyết áp nguyên phát (thiết yếu) để giảm huyết áp và có thể làm giảm độc tính trên tim của cocaine.
Nó được cấp bằng sáng chế vào năm 1971 và được chấp thuận cho sử dụng y tế vào năm 1985.

## Sử dụng trong y tế
Nitrendipine được trao cho những người tăng huyết áp trong 20 mg viên uống mỗi ngày. Số tiền này có hiệu quả trong việc giảm huyết áp 15-20% trong vòng 1-2 giờ dùng. Với phương pháp điều trị lâu dài, liều lượng có thể tăng lên đến 40   mg/ngày; ở người cao tuổi, liều thấp hơn tới 5   mg/ngày có thể có hiệu quả tương đương (việc giảm lượng thuốc này được cho là do chức năng gan bị giảm hoặc chuyển hóa lần đầu tiên qua đường truyền). Sau khi được tiêu hóa, nitrendipine được hấp thụ vào máu và liên kết với protein huyết tương. Phần lớn (98%) liên kết với protein huyết tương và 70-80% chất chuyển hóa cực không hoạt động của nó cũng liên kết với protein huyết tương. Sau chuyển hóa ở gan, 80% trong số 20   Liều mg có thể được phục hồi trong 96 giờ đầu tiên khi các chất chuyển hóa cực không hoạt động. Thể tích phân bố cụ thể của thuốc là 2-6 L/kg. Xét về thời gian bán hủy của thuốc, nitrendipine có thời gian bán hủy là 12 giờ24 giờ. Các tác dụng phụ được báo cáo bao gồm: nhức đầu, đỏ bừng, phù và đánh trống ngực. Những tác dụng phụ này đều có thể được quy cho tác dụng giãn mạch của thuốc này.

## Cơ chế hoạt động
Khi nitrendipine được ăn vào, nó được ruột hấp thụ và chuyển hóa ở gan trước khi đi vào hệ thống tuần hoàn và đến các tế bào của cơ trơn và tế bào cơ tim. Nó liên kết hiệu quả hơn với các kênh calci loại L trong các tế bào cơ trơn vì tiềm năng màng nghỉ thấp hơn. Nitrendipine khuếch tán vào màng và liên kết với vị trí gắn kết ái lực cao của nó trên kênh calci L -type bất hoạt nằm ở giữa 4 thành phần xen kẽ của tiểu đơn vị α1. Cơ chế chính xác của hành động của nitrendipine là không rõ, nhưng nó được cho là có quan trọng tyrosine và threonine dư lượng trong túi ràng buộc của nó và cản ràng buộc của nó với bộ cảm biến điện áp và gating cơ chế của kênh. Nghĩ rằng có một mô hình giao diện miền ràng buộc. Trong tăng huyết áp, sự gắn kết của nitrendipine làm giảm khả năng mở các kênh calci L -type và làm giảm dòng calci. Nồng độ calci giảm sẽ ngăn ngừa sự co cơ trơn trong các tế bào cơ này. Ngăn ngừa sự co cơ cho phép giãn cơ trơn. Sự giãn nở của mạch máu làm giảm tổng kháng trở ngoại biên, làm giảm khối lượng công việc lên tim và ngăn ngừa sẹo của tim hoặc suy tim.
Nitrendipine cũng đã được tìm thấy để hoạt động như một chất đối vận của thụ thể mineralocorticoid, hoặc như một antimineralocorticoid.

## Hóa học lập thể
Nitrendipine chứa một stereocenter và có thể tồn tại như một trong hai chất đối kháng. Thuốc dược phẩm là một racemate, một hỗn hợp bằng nhau (R) - và (S) -forms.
| Thuốc đối kháng của nimodipine                                    | Thuốc đối kháng của nimodipine                                    |
| ----------------------------------------------------------------- | ----------------------------------------------------------------- |
| liên_kết= </br> (R) - (+) - Nitrendipine </br> Số CAS: 80890-07-9 | liên_kết= </br> (S) - (-) - Nitrendipine </br> Số CAS: 80873-62-7 |